# Галеропсис пустельний
Галеропсис пустельний (Galeropsis desertorum) — ксеромеридіональний вид грибів роду галеропсис (Galeropsis) родини больбітієві (Bolbitiaceae). Гриб класифіковано у 1930 році.

## Будова
Молоді плодові тіла кулясті або довгастоциліндричні, пізніше — циліндричні, веретеноподібні, конусоподібні. Догори звужена волокнисто-борозенчаста тонком'ясиста світло-каштанова шапка має розмір 1,1–2,1×0,2–0,35 см. Нижній край шапки спочатку притиснутий до ніжки, з віком відстає від неї. Вільні пластинки, розташовані на нижній поверхні шапки. Споровий порошок іржаво-коричнювато-бурий. Гладенькі спори жовтувато-коричнюваті. Порожня, донизу трохи вигнута, гладенька темно-сіра ніжка має розмір 2,5–4×0,1–2 см. Білувато-сірий жорсткий м'якуш не має особливого запаху і смаку.

## Життєвий цикл
Плодові тіла переважно з'являються восени, у жовтні — на початку листопада. Гумусовий сапротроф.

## Поширення та середовище існування
Чехія, Словаччина, Угорщина, Казахстан. В Україні: Правобережному Лісостепу та Лівобережному злаковому степу.

## Практичне використання
Неїстівний.

## Природоохоронний статус
Включений до третього видання Червоної книги України (2009 р.).